# Jeswin Aldrin
Jeswin Aldrin, né le 24 décembre 2001 à Mudalur (en) dans le Tamil Nadu, est un athlète indien spécialiste du saut en longueur.

## Biographie
Il se révèle le 12 février 2023 en remportant la médaille d'argent du saut en longueur lors des championnats d'Asie en salle d'Astana, y établissant un nouveau record d'Inde en salle avec 7,97 m. Moins de trois semaines plus tard, le 2 mars 2023 à Bellary, il atteint la marque de 8,42 m en plein air (+ 1,8 m/s), améliorant le record d'Inde détenu par Murali Sreeshankar depuis 2021.

## Palmarès
| Date | Compétition                  | Lieu     | Résultat | Temps  |
| ---- | ---------------------------- | -------- | -------- | ------ |
| 2023 | Championnats d'Asie en salle | Astana   | 2e       | 7,97 m |
| 2023 | Championnats du monde        | Budapest | 11e      | 7,77 m |

## Records
| Épreuve          | Épreuve      | Performance | Lieu    | Date            |
| ---------------- | ------------ | ----------- | ------- | --------------- |
| Saut en longueur | En plein air | 8,42 m (NR) | Bellary | 2 mars 2023     |
| Saut en longueur | En salle     | 7,97 m (NR) | Astana  | 12 février 2023 |